# Oude gemeentehuis (Gasselternijveen)
Het oude gemeentehuis in Gasselternijveen was het gemeentehuis van de voormalige gemeente Gasselte. Het monumentale pand staat aan de Vaart in de Drentse plaats Gasselternijveen.

## Geschiedenis
Tot 1823 was het gemeentehuis annex burgemeesterswoning van de gemeente Gasselte in het dorp Gasselte gevestigd. Naarmate Gasselternijveen belangrijker werd, werd het noodzakelijk geacht om het gemeentehuis in deze plaats te vestigen. Aanvankelijk werd, vanwege geldgebrek, ruimte gehuurd voor de werkzaamheden van de secretaris en voor de vergaderingen van de gemeenteraad. Rond 1890 werd besloten om een eigen gemeentehuis te bouwen. De bouw vond plaats in de jaren 1890 en 1891, toen Albertus Huges net burgemeester was geworden, naar een plan van architect Geert Stel. Hij gaf het gebouw een classicistisch uiterlijk.

### Eerste verbouwing
In 1918, tijdens het burgemeesterschap van Jakob Adams, werd het gemeentehuis uitgebreid. De Asser architect H. de Vries gaf het gebouw een uiterlijk in de stijl van de art nouveau. Het pand kreeg een nieuwe voorgevel met een portiek met daarboven een balkon, bekroond met een dakkapel onder een tongewelf. Voor de vormgeving van dit deel van het pand gebruikte de architect vormen ontleend aan de Um 1800-bouwstijl. Een gedenksteen boven de balkondeuren herinnert aan het gereedkomen van de bouw in 1891 en de verbouw in 1918. Het pand bezit een groot schilddak met aan de voorzijde twee dakkapellen.

### Tweede en derde verbouwing
In 1973 werd onder leiding van het architectenbureau van ingenieur Jan Johannes Sterenberg uit Ter Apel het pand ingrijpend verbouwd. Het pand werd aan de west- en aan de noordzijde uitgebreid met aangebouwde delen. Ook in 1993 vond er een uitbreiding van het gemeentehuis plaats. Na de gemeentelijke herindeling per 1 januari 1998 verloor het gebouw zijn functie als gemeentehuis.

### Huidige status
Het pand is erkend als rijksmonument, onder meer vanwege de achterliggende geschiedenis, de beeldbepalende ligging, de kwaliteit van het ontwerp en de gaafheid van geveldelen.